# Carl Schuchhardt
Carl Schuchhardt (n. 6 august 1859, Hannover, Regatul Hanovra – d. 7 decembrie 1943, Bad Arolsen, Germania Nazistă) a fost un arheolog german și director de muzeu. A fost implicat în numeroase săpături, atât în Europa cât și în Orientul Mijlociu, și a contribuit semnificativ la științele arheologice. La vremea sa, el a fost considerat preistoricul cel mai înalt și mai performant al Germaniei.